# Антоніо Чолак
Антоніо Чолак (нім. Antonio Čolak, нар. 17 вересня 1993, Людвігсбург, Німеччина) — хорватський футболіст, що грає на позиції нападника за італійську «Парму» та збірну Хорватії.

## Статистика виступів

### Статистика клубних виступів
| Клуб                               | Клуб                               | Клуб                               | Ліга | Ліга | Кубок | Кубок | Загалом | Загалом |
| Сезон                              | Клуб                               | Ліга                               | Ігри | Голи | Ігри  | Голи  | Ігри    | Голи    |
| Німеччина                          | Німеччина                          | Німеччина                          | Ліга | Ліга | Кубок | Кубок | Загалом | Загалом |
| ---------------------------------- | ---------------------------------- | ---------------------------------- | ---- | ---- | ----- | ----- | ------- | ------- |
| 2011–12                            | «Карлсруе ІІ»                      | Регіональна ліга                   | 1    | 1    | —     | 0     | 1       | 1       |
| 2012–14                            | «Нюрнберг ІІ»                      | Третя ліга                         | 59   | 29   | 0     | 0     | 89      | 29      |
| 2013–15                            | «Нюрнберг»                         | Бундесліга                         | 7    | 0    | —     | 0     | 7       | 5       |
| 2014–15                            | «Лехія»                            | Екстракласа                        | 30   | 10   | 0     | 0     | 30      | 10      |
| 2015–16                            | «Гоффенгайм 1899»                  | Бундесліга                         | 0    | 0    | —     | 0     | 0       | 0       |
| 2015–16                            | «Кайзерслаутерн»                   | Бундесліга                         | 22   | 5    | —     | 0     | 22      | 5       |
| 2015–16                            | «Кайзерслаутерн ІІ»                | Третя ліга                         | 1    | 2    | 0     | 0     | 1       | 2       |
| 2016–17                            | «Дармштадт 98»                     | Бундесліга                         | 22   | 4    | 2     | 3     | 24      | 7       |
| 2017–18                            | «Інгольштадт 04»                   | Друга Бундесліга                   | 6    | 0    | 2     | 0     | 8       | 0       |
| 2017–19                            | «Рієка» (оренда)                   | Перша хорватська ліга              | 40   | 18   | 5     | 7     | 45      | 25      |
| 2019–20                            | «Рієка»                            | Перша хорватська ліга              | 32   | 20   | 4     | 4     | 36      | 24      |
| За всю кар'єру (включно єврокубки) | За всю кар'єру (включно єврокубки) | За всю кар'єру (включно єврокубки) | 220  | 89   | 16    | 14    | 242     | 105     |

### Статистика виступів за збірну
Станом на 26 серпня 2023 року
| Дата       | Місто      | Господарі  | Результат | Гості    | Турнір            | Голи | Примітки |
| ---------- | ---------- | ---------- | --------- | -------- | ----------------- | ---- | -------- |
| 11-11-2020 | Стамбул    | Туреччина  | 3 – 3     | Хорватія | товариський матч  | -    | 66'      |
| 4-9-2021   | Братислава | Словаччина | 0 – 1     | Хорватія | Відбір до ЧС 2022 | -    | 55'      |
| 7-9-2021   | Спліт      | Хорватія   | 3 – 0     | Словенія | Відбір до ЧС 2022 | -    | 86'      |
| Усього     |            | Матчів     | 3         |          | Голів             | 0    |          |

| Дата      | Місто    | Господарі | Результат | Гості    | Турнір           | Голи | Примітки |
| --------- | -------- | --------- | --------- | -------- | ---------------- | ---- | -------- |
| 8-12-2011 | Декани   | Словенія  | 0 – 1     | Хорватія | Товариський матч | 1    | 57'      |
| 15-5-2012 | Капошвар | Угорщина  | 1 – 2     | Хорватія | Товариський матч | -    | 51'      |
| 22-5-2012 | Жупаня   | Хорватія  | 0 – 4     | Сербія   | Товариський матч | -    | 51'      |
| Усього    |          | Матчів    | 3         |          | Голів            | 1    |          |

## Титули і досягнення
- Володар Кубка Хорватії (2):

Рієка: 2018-19, 2019-20
- Чемпіон Швеції (1):

«Мальме»: 2021
- Найкращий бомбардир Чемпіонату Хорватії (1):

Рієка: 2019-20 (20 голів)